# Tilmouni
Tilmouni (în arabă تلمونى) este o comună din provincia Sidi Bel Abbès, Algeria.
Populația comunei este de 8.949 de locuitori (2008).